# دلفين كومرسون
دلفين كومرسون أو دلفين رأسي الخطم كومرسوني (الاسم العلمي: Cephalorhynchus commersonii) (بالإنجليزية: Commerson's dolphin)‏ هو نوع من الحيتانيات يتبع جنس دلفين رأسي الخطم من فصيلة الدلافين المحيطية.